# Josef Novak (Politiker, 1905)
Josef Novak (* 14. August 1905 in Wien; † 20. August 1977 ebenda) war ein österreichischer Politiker (SPÖ).

## Leben
Josef Novak erlernte nach dem Pflichtschulbesuch über eine gewerbliche Fortbildungsschule den Beruf des Täschners. Zunächst noch in seinem Beruf tätig, war Novak später auch Zeitungsbeamter und Oberbauarbeiter bei der Reichsbahn. In der Zweiten Republik war Novak Revident bei den Österreichischen Bundesbahnen (ÖBB).
Josef Novak setzte sich schon früh für die Sozialdemokratie ein und musste deswegen 1935 eine Freiheitsstrafe verbüßen. 1949 wurde er Mitglied des Gemeinderats von Dürnkrut in Niederösterreich, und nur ein Jahr später, 1950, Bürgermeister. Im Oktober 1960 zog er in den Bundesrat ein, dem er elf Jahre lang, bis Dezember 1971, angehörte.